# Puchar Prezydenta Rzeczypospolitej Polskiej (1937)
Puchar Prezydenta Rzeczypospolitej Polskiej w piłce nożnej 1937 – druga edycja rozgrywek mających na celu wyłonienie zdobywcy Pucharu Prezydenta Rzeczypospolitej Polskiej, w której zagrało czternaście zespołów będących reprezentacjami okręgów piłkarskich. 
Rozgrywki toczyły się od 20 czerwca do 14 listopada 1937 roku. W sumie odbyło się trzynaście spotkań, w których strzelono pięćdziesiąt pięć bramek przez trzydziestu sześciu zawodników. Najlepszym strzelcem Pucharu Prezydenta Rzeczypospolitej Polskiej był napastnik reprezentacji Śląska, Ewald Cebula, strzelec sześciu goli. Rozgrywki zostały zainaugurowane od meczów 1/8 finału, z których zostali zwolnieni finaliści poprzedniej edycji: reprezentacja Krakowa i Poznania. Trofeum w sezonie 1937 zdobył Śląsk, który w rozegranym na Stadionie Wojska Polskiego finale pokonał 5:1 Kraków. Zwycięzcom gratulacje składał Kazimierz Glabisz, natomiast puchar wręczono w kolejnym roku na walnym zjeździe Polskiego Związku Piłki Nożnej. Przedmeczem finału było spotkanie o mistrzostwo Polski juniorów pomiędzy Wisłą Kraków i Pogonią Lwów. 

## Mecze[2]

### 1/8 finału
| Gospodarz           | Wynik           | Goście          |
| 20 czerwca 1937     | 20 czerwca 1937 | 20 czerwca 1937 |
| ------------------- | --------------- | --------------- |
| Lwów                | 1:2             | Stanisławów     |
| Łódź                | 2:1             | Pomorze         |
| Polesie             | 3:5             | Wilno           |
| Zagłębie Dąbrowskie | 0:4             | Śląsk           |
| Wołyń               | 2:1             | Lublin          |
| Podlasie            | 3:5             | Warszawa        |

### Ćwierćfinały
| Gospodarz    | Wynik        | Goście       |
| 4 lipca 1937 | 4 lipca 1937 | 4 lipca 1937 |
| ------------ | ------------ | ------------ |
| Stanisławów  | 1:4          | Kraków       |
| Śląsk        | 3:0          | Poznań       |
| Warszawa     | 3:0          | Łódź         |
| Wołyń        | 0:1          | Wilno        |

### Półfinały
| Gospodarz        | Wynik            | Goście           |
| 12 września 1937 | 12 września 1937 | 12 września 1937 |
| ---------------- | ---------------- | ---------------- |
| Wilno            | 1:2              | Kraków           |
| Warszawa         | 1:4              | Śląsk            |

### Finał
| 14 listopada 1937 12:00 | Śląsk · Ewald Cebula 19', 61' · Hubert Gad 19' · Jan Wiechoczek 42', 74' | 5:1(2:0) | Kraków · Gustaw Bator 61' | Stadion Wojska Polskiego Widzów: 2000 Sędzia: Wacław Kafiliński (Lwów) |
|                         |                                                                          |          |                           |                                                                        |

|                    |  |                    |
|                    |  |                    |
| BR                 |  | Teofil Zdeblok     |
| OB                 |  | Erwin Michalski    |
| OB                 |  | Stanisław Kinowski |
| PO                 |  | Szymon Waluś       |
| PO                 |  | Jerzy Piec         |
| PO                 |  | Edward Dytko       |
| NA                 |  | Ryszard Piec       |
| NA                 |  | Jan Wiechoczek     |
| NA                 |  | Hubert Gad         |
| NA                 |  | Ewald Cebula       |
| NA                 |  | Maksymilian Więcek |
| Kapitan związkowy: |  |                    |
| Paweł Lubina       |  |                    |
| Trener:            |  |                    |
| Anton Ringier      |  |                    |

|                    |  |                     |
|                    |  |                     |
| BR                 |  | Mieczysław Pemper   |
| OB                 |  | Franciszek Mróz     |
| OB                 |  | Antoni Guzda        |
| PO                 |  | Stanisław Brożek    |
| PO                 |  | Antoni Dzierwa      |
| PO                 |  | Konstanty Haliszka  |
| NA                 |  | Marian Antosiewicz  |
| NA                 |  | Marian Krawczyk     |
| NA                 |  | Władysław Kasina    |
| NA                 |  | Stanisław Kochański |
| NA                 |  | Gustaw Bator        |
| Kapitan związkowy: |  |                     |
| Andrzej Kuczalski  |  |                     |

## Strzelcy
| Zawodnik                | Klub           | Liczba bramek |
| ----------------------- | -------------- | ------------- |
| Ewald Cebula            | Śląsk          | 6             |
| Hubert Gad              | Śląsk          | 4             |
| Gustaw Bator            | Polesie/Kraków | 2             |
| Maksymilian Więcek      | Śląsk          | 2             |
| Jan Wiechoczek          | Śląsk          | 2             |
| Władysław Kasina        | Kraków         | 2             |
| Juliusz Balosek         | Wilno          | 2             |
| Tadeusz Osesik          | Wilno          | 2             |
| Nisberg                 | Wilno          | 2             |
| Binokur                 | Wołyń          | 2             |
| Tadeusz Adamczyk        | Podlasie       | 2             |
| Ludwik Maryan           | Warszawa       | 2             |
| Wesołowski              | Warszawa       | 2             |
| Jerzy Kula              | Warszawa       | 2             |
| Roman Żurkowski         | Lwów           | 1             |
| Edward Baj              | Stanisławów    | 1             |
| Zbigniew Wencel         | Stanisławów    | 1             |
| Eugeniusz Świętosławski | Łódź           | 1             |
| Bolesław Królasik       | Łódź           | 1             |
| Bernard Kimmel          | Pomorze        | 1             |
| Michalak                | Polesie        | 1             |
| Jerzy Krakus            | Polesie        | 1             |
| Ryszard Stanowski       | Śląsk          | 1             |
| Stefan Szolc            | Śląsk          | 1             |
| Lasecki                 | Lublin         | 1             |
| Aleksander Łupaczyk     | Podlasie       | 1             |
| Zygmunt Giedrewicz      | Warszawa       | 1             |
| Birencwajg              | Warszawa       | 1             |
| Jan Rudziak             | Stanisławów    | 1             |
| Stanisław Kochański     | Kraków         | 1             |
| Ewald Kruk              | Warszawa       | 1             |
| Longin Pawłowski        | Wilno          | 1             |
| Marian Krawczyk         | Kraków         | 1             |
| Marian Antosiewicz      | Kraków         | 1             |
| Jan Hausner             | Kraków         | 1             |